# Ель-Бурго-де-Ебро
Ель-Бурго-де-Ебро (ісп. El Burgo de Ebro) — муніципалітет в Іспанії, у складі автономної спільноти Арагон, у провінції Сарагоса. Населення — 2321 особа (2010).
Муніципалітет розташований на відстані близько 280 км на північний схід від Мадрида, 14 км на південний схід від Сарагоси.
На території муніципалітету розташовані такі населені пункти: (дані про населення за 2010 рік)
- Ель-Бурго-де-Ебро: 2077 осіб
- Урбанісасьйон-Вірхен-де-ла-Колумна: 230 осіб
- Парахе-Сімон: 14 осіб

## Демографія
Динаміка населення (INE ):

## Галерея зображень

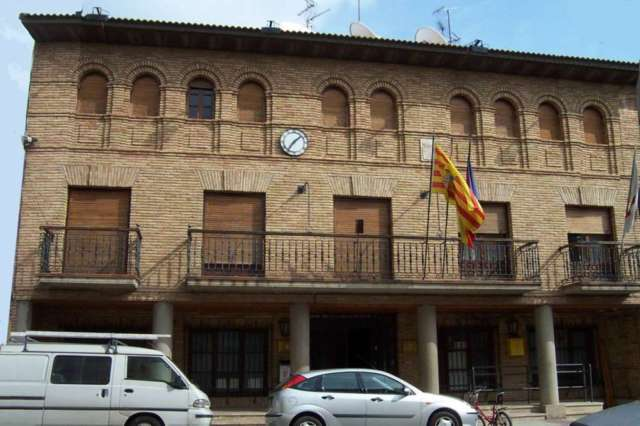
Муніципальна рада